# Вид (ТВ серија)
Вид (енгл. See) је америчка научно-фантастично-драмска веб телевизијска серија продуцирана за Apple TV+ са главним улогама које тумаче Џејсон Момоа и Алфри Вудард. Написао ју је Стивен Најт и режирао Френсис Лоренс. У серији такође глуме Силвија Хукс, Гера Хилмар и Кристијан Камарго. Извршни продуценти су Најт, Лоренс, Питер Чернин, Џено Топинг и Кристен Кемпо. Серија се емитује од 1. новембра 2019. године, и наручена је друга сезона.

## Радња
У далекој будућности, људска раса је изгубила вид, а друштву је преостало да пронађе нове начине интеракције, изградње, лова и опстанка. Баба Вос, поглавар племена Алкени, се женом Магром која долази у Алкени и тражи уточиште. Баба Вос није у стању да има децу, а жена је трудна када први пут стигне. На изненађење жене и Бабе Вос, жена има близанце која могу да виде. Близанци су названи Кофун и Ханива, а њихов биолошки отац је Џерламарел.
Како се реч шири, то привлачи пажњу циничног племена и њихове краљице који се неће зауставити ни на чему како би ухватила близанце. Краљица зна да је Џерламарел имао способност да види и жели децу са њим. Џерламарел је био и краљичин омиљени саборник који је побегао с Магром. Да би заштитио своју децу, Вос је приморан да се ослања на своје инстинкте и мора да споји своја племена како би срушили краљицу и њен тирански култ пре него што успе да ухвати децу.
Серија је смештена у селу Алкени, заштићеној браном Канзуа. „Алкени” и „Канзуа” потичу од речи Алегени и Кинзуа, стварних локације у данашњој западној Пенсилванији.